# Lanvéoc
Lanvéoc (tiếng Breton: Lañveog) là một xã của tỉnh Finistère, thuộc vùng Bretagne, miền tây bắc Pháp.

## Dân số
Người dân ở Lanvéoc được gọi là Lanvéociens.